# Redgold (manzana)
Redgold es una variedad cultivar de manzano (Malus domestica).
Una variedad de manzana que sus parentales de procedencia son 'Golden Delicious' x 'Richared Delicious'. Desarrollado por F. A. Schell, Cashmere Washington (Estados Unidos). Las frutas tienen una pulpa amarilla, de textura tierna, con un sabor dulce y subácido. Tolera las zonas de rusticidad según el departamento USDA, de nivel 4.

## Historia
'Redgold' variedad de manzana que procede del cruce de Parental-Madre 'Golden Delicious' x el polen de Parental-Padre de 'Richared Delicious'. Criado por F. A. Schell, Cashmere Washington (Estados Unidos). Introducido en los circuitos comerciales por los viveristas "Stark Brothers Nursery" en 1946.
'Redgold' está cultivada en diversos bancos de germoplasma de cultivos vivos, tales como en National Fruit Collection (Colección Nacional de Fruta) de Reino Unido con el número de accesión: 1951-025 y Nombre Accesión : Linda.

## Características
'Redgold' árbol de porte extenso, moderadamente vigoroso. Produce buenas cosechas pero necesita un aclareo anual para mantener el tamaño de la fruta. Tiene un tiempo de floración que comienza a partir del 5 de mayo con el 10% de floración, para el 10 de mayo tiene una floración completa (80%), y para el 17 de mayo tiene un 90% de caída de pétalos.
'Redgold' tiene una talla de fruto medio, con una altura promedio de 57,00 mm y un ancho promedio de 57,50 mm; forma elipsoide, a menudo de forma irregular, con la corona fuerte, con nervaduras fuertes; epidermis dura con color de fondo amarillo blanquecino con sobre color de lavado rojo oscuro en tres cuartos o más con abundantes lenticelas de ruginoso-"russeting", ruginoso-"russeting" (pardeamiento áspero superficial que presentan algunas variedades) débil; cáliz de tamaño mediano y parcialmente abierto, se encuentra en una cuenca calicina estrecha, y profunda que está rodeada por una corona protuberante; pedúnculo de longitud muy largo y calibre delgado, que se encuentra en una cavidad muy profunda y estrecha, que tiene ruginoso-"russeting", a veces con finas venas ruginoso-"russeting" que se extienden hasta el hombro; pulpa color crema, de textura suave y tierna, muy jugoso y muy dulce con un sabor meloso.
Su tiempo de recogida de cosecha se inicia a principios de octubre. Se conserva bien hasta dos meses en cámara frigorífica.

## Usos
Se usa más comúnmente como postre fresco de mesa.

## Ploidismo
Diploide. Auto estéril. Grupo de polinización : B, Día de polinización: 7.